# Позитрон
Позитрон — елементарна частинка, античастинка електрона. Належить до антиматерії. Позначається e+. Як і електрон, позитрон є лептоном і ферміоном, і бере участь у електромагнітній, слабкій і гравітаційній взаємодіях. Має однакові з електроном характеристики, за винятком того, що електричний заряд позитрона додатній, а лептонний заряд дорівнює -1.
Позитрон може утворитися при β+ розпаді ядра, при якому один із протонів перетворюється на нейтрон. Високоенергетичний гамма-квант може породити електрон-позитронну пару у сильному електромагнітному полі.
При зіткненні позитрона і електрона вони анігілюють, породжуючи два або більше гамма-квантів.

## Історія
Вже через рік після відкриття у 1897 році Томсоном електрону, Артур Шустер з міркувань симетрії припустив, що можуть існувати і аналогічні частинки з позитивним зарядом (антиелектрони), що утворюють антиатоми і, можливо, цілі планети з антиматерії, проте наступні 30 років не було ніяких даних про те, що такі частинки реально існують.
Теоретичні вказівки на існування позитрона з'явилися у 1928 році, коли Поль Дірак вивів рівняння руху електрона, що пізніше було названо на його честь, і показав, що воно має чотири рівноправні розв'язки, два з яких відповідали електрону, що має спін +½ і -½, а два інших — аналогічним станам, але з від'ємною енергією. Це бентежило теоретиків, оскільки можна показати, що якщо можливі стани з від'ємною енергією, то електрони будуть переходити на них (так само, як вони переходять на нижчі орбіталі у атомах). Спочатку висувалися припущення, що ці два рішення описують протон, проте для пояснення цього парадоксу у 1930 році Дірак припустив, що існує безліч електронів, що заповнюють усі можливі енергетичні стани з від'ємною енергією (море Дірака), тому, через принцип Паулі, перехід інших електронів у такі стани є неможливим. Єдиний спосіб спостерігати такі електрони — це надати одному з них додаткову енергію, наприклад, через фотон. Тоді такий електрон стане поводити себе як звичайний електрон з додатною енергією, а на його місці утвориться «дірка» — незаповнена вакансія. При зіткненні електрона з діркою вони обидва зникають, випускаючи фотон. У 1931 році Дірак показав, що така вакансія буде поводити себе як частинка, рівна електрону за масою, але протилежна за зарядом, і використав для неї термін «антиелектрон». Модель Дірака сприймалася скептично, проте у 1932 році Карл Девід Андерсон експериментально відкрив позитрон у космічних променях. Цікаво, що, ймовірно, позитрони спостерігав радянський фізик Дмитро Скобєльцин ще у 1928 році, проте ідентифікував їх як електрони, що рухались від землі вгору (трек позитрона у камері Вільсона, є аналогічним треку електрона, що рухається в протилежну сторону). Андерсон у своїх експериментах зміг показати, як саме рухалися частинки, розмістивши посередині камери металеву пластинку. Електрони і позитрони, проходячи через неї, зменшували швидкість, тому можна було легко побачити, в яку сторону вони рухалися. Андерсон був нагороджений за своє відкриття Нобелівською премією з фізики у 1936 році. При цьому Андерсон не був знайомий з теорією Дірака, тому не одразу зрозумів, що описана ним частинка є антиелектроном (тому і запропонував для неї назву «позитрон», що не відсилає напряму до електрона). Цей погляд став більш поширеним лише після опублікованих у 1933 році експериментів Блеккета і Оккіліані, у яких вони змогли зробити фотографії V-подібних треків електрона і позитрона, що виходили з однієї точки.
Подальший розвиток квантової механіки у 1930-х роках показав, що «море Дірака» не є необхідним для існування позитронів, і передбачення, що дає ця модель, не відповідають реальності (наприклад, при анігіляції електрона і позитрона утворюються принаймні два фотона), тому позитрон почав сприйматись як самостійна реальна частинка.
У 1933 році Ірен та Фредерік Жоліо-Кюрі відкрили β+-розпад. Опромінюючи алюміній альфа-частинками вони створили штучний ізотоп фосфор-30, з періодом напіврозпаду 3,5 хвилини, що, розпадаючись, випромінював позитрони. У 1935 році вони отримали Нобелівську премію з хімії за свої відкриття.
У 1934 році Андрія Мохоровичич теоретично припустив існування зв'язаного стану електрона і позитрона — позитронію, а у 1951 Мартін Дойч відкрив його експериментально.
У 1939 році випромінюючі позитрони ізотопи були використані для дослідження рослин, а у 1945 році — людей. У 1948 році з'явився принциповий теоретичний опис позитрон-емісійної томографії, а у 1962 вона була вперше використана для дослідження пухлин мозку.

### Природні
Частка позитронів у космічних променях змінюється від 5 % (для енергій до 1 ГеВ) до 30 % (для енергій понад 500 ГеВ). Загалом, потік позитронів з космосу досягає 62 частинки/(м²·ср·с).
Практично єдиним природним ізотопом, що випромінює позитрони, є калій-40. Його частка у природному калію становить 0,012 %, і в одному випадку з 10000 він розпадається з утворенням позитрону. Таким чином, продукти і мінерали з підвищеним вмістом калію є слабкими джерелами позитронів — наприклад, у банані утворюється один позитрон кожні 75 хвилин.
Окрім калію, існує ще кілька природних ізотопів, що, можливо, розпадаються з утворенням позитронів — хром-50, молібден-92, рутеній-96, кадмій-106, барій-130 і ртуть-196 проте їх час життя є дуже великим (квінтильйони років і більше), тому точні дані про їх канали і продукти розпаду наразі невідомі.
Згідно деяких досліджень, нестабільний ізотоп азоту 13N, що розпадається з утворенням позитронів, може утворюватись блискавками під час грози.

### Штучні
Існує велика кількість ізотопів, що утворюють позитрон при розпаді, і, хоча більшість цих ізотопів не зустрічаються в природі, вони можуть бути отримані штучно. Найвживанішими є ізотопи 11C, 13N, 15O і 18F, а загалом знаходять використання більше 30 позитрон-випромінюючих ізотопів.
Через малу інтенсивність і складності зі збиранням у пучки, для прискорювачів більш зручними є інші способи отримання позитронів — генерування їх фотонами у сильних електромагнітних полях. Вони працюють завдяки тому, що у сильному електромагнітному полі високоенергетичний фотон може розпастися на електрон-позитронну пару (чого він не може зробити у вільному стані). Існує кілька способів зробити так, щоб високоенергетичний фотон утворився в сильному полі:
- Гальмівне випромінювання при русі електрона у полі ядра (для цього використовуються мішені з важких металів, таких як тантал, вольфрам і реній)
- Синхротронне випромінювання електронів у спіральному ондуляторі
- Зворотне комптонівське розсіювання ультрафіолетових фотонів на пучці ультра-релятивістських електронів.

## Використання
Наймасовіше позитрони використовуються для позитрон-емісійної томографії. Принцип її дії полягає в тому, що у організм пацієнта вводять радіонуклід, що утворює позитрони при розпаді. Ті, в свою чергу, анігілюють з електронами, присутніми в навколишній матерії, і випромінюють гамма-кванти. Завдяки тому, що позитрони мають низьку початкову енергію, вони породжують завжди два кванта з сталою енергією (511 КеВ), що розлітаються в протилежних напрямках, тому, фіксуючи обидва кванти, можна дуже точно визначити місце їх виникнення.